# Elkem
Elkem är en norskbaserad industrikoncern som tillverkar kisel, kiseljärn, mikrosilika, kol och andra specialiserade produkter. Företaget stiftades 1904 av Sam Eyde, Marcus Wallenberg senior och Knut Tillberg. Det hette ursprungligen Det Norske Aktieselskap for Elektrokemisk Industri, kallat Elektrokemisk. År 1969 fick det namnet Elkem. Det har under sin mer än 100-åriga tillvaro genomgått flera ägarbyten och omstruktureringar. Sedan 2011 ägs det av det kinesiska företaget China National Bluestar Group. I mars 2018 blev det noterat på Oslo Børs. 
Elkem har 27 fabriker över hela världen och cirka 6000 anställda (2018). 
Elkem Solar var namnet på en verksamhet med fabrik i Kristiansand, som tillverkar superrent kisel för solpanelindustrin. Efter en  en omstrukturering är namnet sedan 2018 REC Solar Norway.